# Voyages (Montesquieu)
Pour les articles homonymes, voir Voyages.
Les Voyages de Montesquieu sont décrits et réunis dans un ensemble de notes manuscrites ou dictées lors d'un voyage effectué en Europe durant trois années, du 5 avril 1728, au départ de Paris, à mai 1731, date de son retour à Paris.

## Circonstances du voyage
Montesquieu vend, le 8 juillet 1726, sa charge de magistrat au Parlement du Guyenne et s'installe à Paris pendant un an. Il est élu à l'Académie française le 5 janvier 1728 et reçu le 24 janvier de la même année. A 49 ans, il a le temps et les moyens de se lancer dans le Grand Tour qu'il entreprend le 8 avril 1728 pour un durée de trois années. Pour l'auteur des Lettres persanes, qui n'a pas encore écrit l'Esprit des lois, c'est un voyage de loisir et d'information.
Montesquieu espère aussi un poste dans la diplomatie. Depuis Vienne, il écrit, le 10 mai 1728, à l’abbé d’Olivet : 

« Il y a quelques jours que j’écrivais à M. le cardinal (Fleury) et à M. de Chauvelin que je serais bien aise d’être employé dans les cours étrangères et que j’avais beaucoup travaillé pour m’en rendre capable […] Les raisons pour qu’on jette les yeux sur moi sont que je ne suis pas plus bête qu’un autre, que j’ai ma fortune faite et que je travaille pour l’honneur et non pas pour vivre, que je suis assez sociable et assez curieux pour être instruit dans quelque pays que j’aille »

Il demande au duc de Richelieu, qui a été ambassadeur à Vienne, d’intervenir en sa faveur. Il écrit le 2 juillet 1728 à Berwick que le cardinal « a eu la bonté de me répondre qu’il n’y avait pas à présent de place vacante et que, quand il y en aurait une, il me proposerait au roi ». Depuis Londres, il sollicite Chauvelin le 12 février 1730 : « Il y a deux ans que je suis dans les pays étrangers. En cas que vous me jugiez propre à y remplir quelque place honorable, vous ne pouvez jeter les yeux sur personne qui ait plus d’envie de faire son devoir, de servir le roi et de mériter votre estime et votre protection ». Il note enfin, dans ses Pensées : « Je me repentirai toujours de n’avoir pas sollicité, après le retour de mes voyages, quelque place dans les affaires étrangères ».
Montesquieu précède et accompagne son voyage de lectures : Muratori, Giannone, Vico. Il qualifie de « mauvais livre », Les délices d'Italie, le guide illustré d'Alexandre de Rogissart (it) et de l'abbé Havard, qu'il utilise durant son séjour. A chaque étape, il est reçu par la noblesse locale, qui lui fait « bien des civilités ». Il rend compte minutieusement de ses mondanités.
Montesquieu est précédé en Angleterre par Voltaire qui y séjourne de 1726 à 1728 et en rend compte dans ses Lettres philosophiques et par César-François de Saussure (en) qui voyage en Europe et en Angleterre durant quatre années, de 1725 à 1729.

## Publication
Les notes de voyage de Montesquieu restent inédites jusqu'à la fin du XIXe siècle. Elles ne sont pas destinées à la publication, mais servent de sources à ses autres œuvres. On y trouve « des observations personnelles, des résumés de conversation, des réflexions de toute espèce ». C'est aussi « un recueil d'évènements et de chiffres sur la politique, le commerce, l'industrie et l'agriculture ». Julien Gracq, commentant Le Voyage de Gratz à La Haye, y voit « un sec mémento anecdotique et technique, tout enchiffré de distances, d’effectifs, de statistiques, de budgets [...] L’intendance ne suit plus, elle marche en première ligne, et le législateur quintessencié semble ici sans beaucoup d’agrément, au cahot des relais de poste, mettre à jour les comptes de l’Europe sur un carnet de cuisinière ». Ce sont en fait, selon l'expression de Jean Ehrard, « des fiches à valeur documentaire ».
L'essentiel des notes de Montesquieu relatives à son voyage en Angleterre est brûlé, pour une raison inconnue, par son petit-fils homonyme, Charles-Louis de Secondat, naturalisé anglais,. Le manuscrit originel « mis au net, prêt à imprimer, pouvant former un vol. in octavo » décrit dans l'inventaire des manuscrits de Montesquieu, est donc perdu, hormis quelques notes retrouvées mystérieusement et livrées au public pour la première fois dans l'édition Lefèvre de 1818, peut-être par la transmission clandestine d'un secrétaire.
Le neveu de Monstesquieu, le baron Albert de Montesquieu (1837-1911) décide de publier, en 1895, avec la Société des Bibliophiles de Guyenne, les manuscrits des voyages de Montesquieu, préfacés par Henri Barckhausen qui réunit en deux volumes,, sous le titre de Voyages, les notes prises par le voyageur en Autriche, Italie, Allemagne et Hollande, la Lettre sur Gênes, les Mémoires sur les mines, les Réflexions sur la sobriété des habitants de Rome comparée à l’intempérance des anciens Romains, De la manière gothique et les Souvenirs de la cour de Stanislas Leszczynski.
De nombreuses éditions suivent, dont la dernière, publiée en 2012 par la Société Montesquieu et le Centre d’études en rhétorique, philosophie et histoire des idées (CERPHI), est la plus complète.
Les manuscrits sont conservés à la bibliothèque municipale de Bordeaux : autographes pour partie seulement, ils sont souvent des copies de secrétaires réalisées tardivement vers 1754, à la veille de la disparition de Montesquieu.

## Étapes du voyage

### Autriche

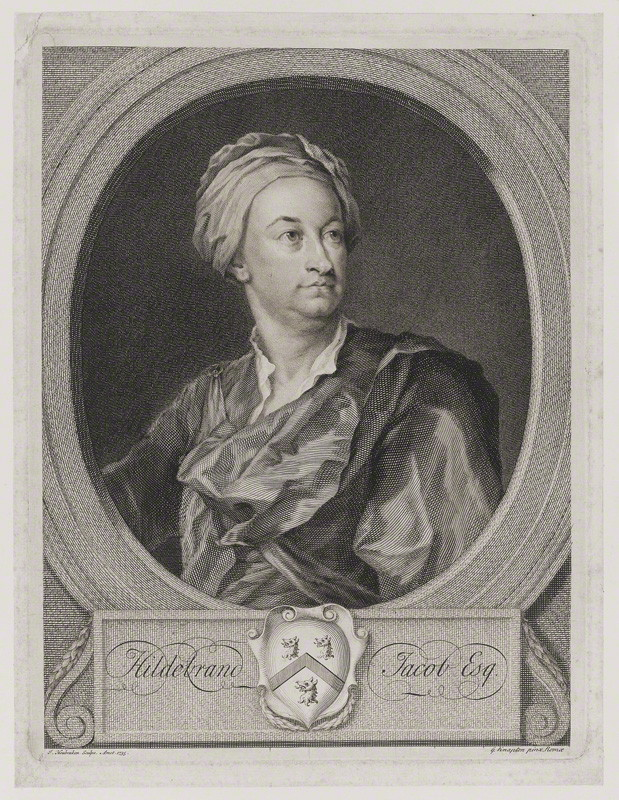
Le chevalier Hildebrand Jacob

Montesquieu quitte Paris le 5 avril 1728 pour Vienne. Il voyage en chaise de poste avec son ami diplomate, Lord Waldegrave, nommé ambassadeur de George II à la cour de l'empereur Charles VI. Le voyage est mouvementé. La voiture verse à plusieurs reprises. Il doit finir à cheval.
À Vienne, il rencontre de nombreuses personnalités et visite des musées en compagnie d'un homme de lettres anglais, le chevalier Hildebrand Jacob, qui l'accompagne ensuite en Italie. Dans le Spicilège, Montesquieu écrit : « J'ai été voir bien des tableaux à Vienne avec M. Jacob. C'est à lui que je dois une idée de l'art de la peinture ».
De Vienne, il va Graz, à Prezbourg et en Hongrie (Slovaquie) où il passe près d'un mois pour visiter les mines de cuivre de Kremnitz (Kremnica), Schemnitz (Banská Štiavnica) et Neu-Sohhl (Banská Bystrica), auxquelles il consacre un mémoire particulier. En Basse-Saxe, il visite, dans le Hartz, la mine de Ramelsberg (argent, cuivre, plomb). Il assiste, les 28 et 29 mai 1728, à Presbourg, aux séances de la Diète hongroise.
Quinze mois plus tard, avant de quitter l'Allemagne pour la Holande, il reviendra visiter le mines du Harz. 

### Italie
Le 12 août 1728, il part pour l'Italie où il voyage pendant un an. Il rejoint Venise par la Styrie, la Carniole et le Frioul. Il y découvre les œuvres de Tintoret, Titien et Véronèse. Il y rencontre l'inventif comte de Bonneval et s'entretient avec le financier Law qu'il décrit comme  « un homme captieux... d'ailleurs plus amoureux de ses idées que de son argent. ». Il quitte la ville le 14 septembre 1728, excédé par les gondoliers et les prostituées.
Il descend par Padoue où il admire des œuvres de Giotto et de Mantegna. Il passe par Vicence, Vérone et arrive le 24 septembre à Milan où il est reçu par la comtesse Borromée. Il visite les iles Borromées.

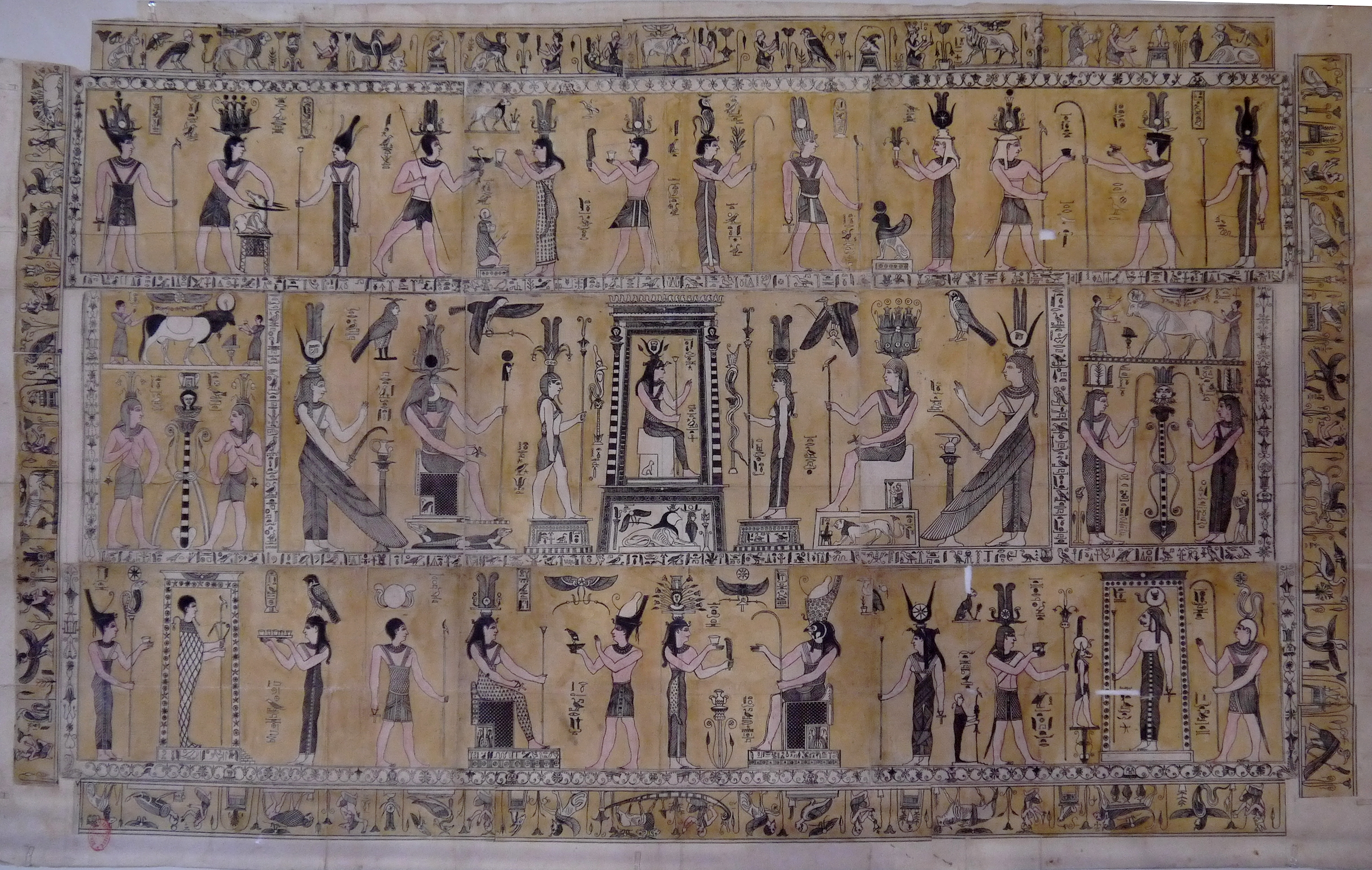
La plaque de cuivre de la table d'Isis (1605)

Il arrive à Turin le 24 octobre 1728 où il est reçu par le roi Victor-Amédée II. Il évoque la Sardaigne (Cagliari : « vilaine ville », Sassari : « meilleur air »), sans dire s'il y est personnellement rendu. Il visite le château de Suze et le château de Rivoli, en cours d'aménagement. Aux Archives de la ville de Turin, il consulte la table d'Isis et les manuscrits de Ligorius. Il voit le Saint Suaire, disposé dans une chapelle de marbre noir derrière le maître autel de la cathédrale de Turin qui a « plus de réputation que de beauté ».
Il quitte Turin, « ville assez ennuyeuse », le 5 novembre 1728 pour Gênes, en passant par Alexandrie : « Le pays, depuis Turin jusqu'à Alexandrie, est merveilleux [...] plein de mûriers. Il y a des vignobles  [...] Les paysans [...] ont tous, chacun, un morceau de terre, qui est très fertile, et sont quelquefois aussi riches que leurs seigneurs ». Il passe par Villanova (le 6 novembre) et Asti (le 7) et note l'importance du commerce de la soie, dont le commerce déjoue les frontières douanières à travers les Alpes.
Arrivé à Gênes le 9 novembre 1728, il apprécie en la situation : « Cette ville, vue de la mer, est très belle. La mer entre dans la terre et fait un arc ». Il passe en revue les conditions portuaires pour un commerce très développé avec la France, l'Espagne et l'Angleterre. La richesse des commerçants contraste avec la pauvreté le la ville. Il détaille les œuvres qui ornent l'église de L'Annonciade, de  Procaccini (La Cène ?), de Cortone ( Jésus-Christ enseigne les docteurs ;  Présentation de l'enfant Jésus au Temple ; Saint Pierre d'Alcantara). Il visite le palais du Doge. Il se rend en felouque à Savone le 14 novembre, dont il examine les restes du port, transformé par les Génois. Il assiste à la fabrication du savon. Il loue la rade de Vado, propice au commerce maritime, examine les possibilités de Spotorno et de la plage de Finale. Montesquieu développe dans sa Lettre sur Gênes, plus soigneusemet rédigée sous forme d'un essai,ses notes de voyage dans la région.
Montesquieu quitte Gênes le 20 novembre 1728, fâché de « l'insociabilité » des Génois. Il emprunte la voie maritime vers Porto-Venere pour éviter les mauvais chemins. Tourmenté par le mal de mer, il se réconforte à l'auberge de Portofino, où il passe la nuit. Il ne rejoint Port-Venere que le 22 juin. Après avoir minutieusement exploré et décrit les ports de La Spezia, il se rend de Lerici à Lucques, dont il évalue la population et décrit les œuvres d'art et le mode de gouvernement. Il utilise occasionnellement la langue italienne pour ce faire.
Le 24 novembre, il arrive à Pise, ville qu'il compare à Paris, pour ce qui concerne les batiments au bord de l'Arno. Il calcule l'inclinaison de la tour et évalue les risques de se chûte. Il se souvient d'une étape précédente à Savone et décrit la fabrication du savon. Il évoque les réalistions de frère Melani. A Livourne, il s'intéresse au fonctionnement du port, qui doit être dragué par des machines spécialisées.
Le 1er décembre 1728, il arrive à Florence dont il apprécie l'architecture gothique, qui n'est pourtant généralement pas de son goût. Il cherche à recenser la population exacte de chacun des États d'Italie. Il fréquent l'opéra, auquel il prend goût. Dans ses notes sur Florence, il décrit et commente longuement les tableaux de la galerie du grand Duc qui contituent aujourdhui la Galerie des Offices.

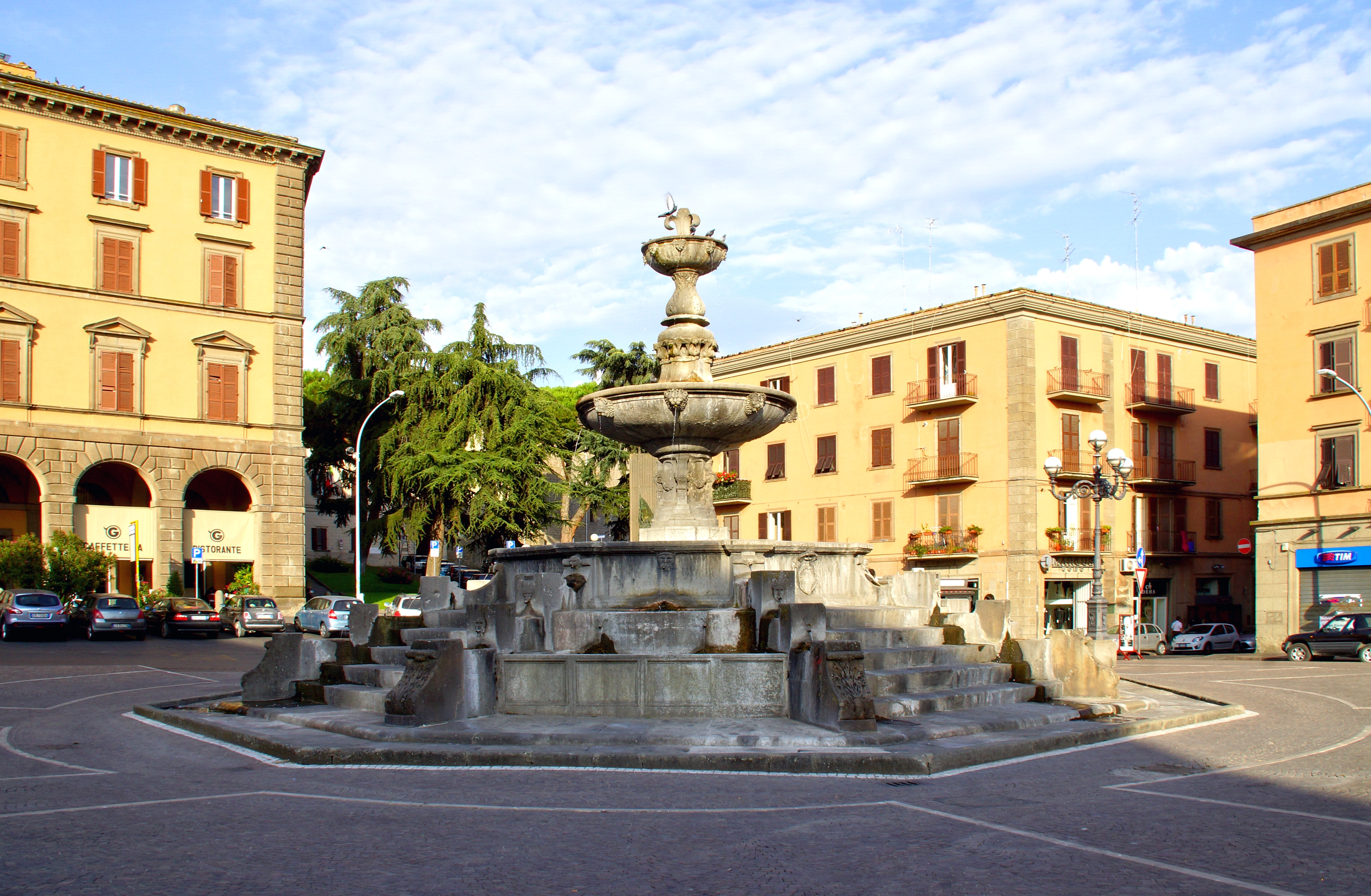
Fontaine de la Piazza della Rocca

Le 15 janvier 1729, il part en direction de Rome en passant par Sienne, Viterbe, dont il décrit et admire la fontaine centrale (Fontana di Piazza della Rocca). Il emprunte, jusqu'à Rome, les tronçons restant de la voie Appia dont il loue et envie, pour la France, la qualité de la construction.
Le 19 janvier 1729 commence son premier séjour à Rome. Il y admire la Noce Aldobrandine, L'aurore de Guido Reni au palais Pallavicini Rospigliosi. Il visite chapelles, églises, antiquités et cabinets de curiosité. Il dénonce la gestion du pape Benoit XIII qui n'a « aucune connaissance des affaires du monde » et le fonctionnement du Vatican : 

« À présent, une simonie publique règne à Rome. On n'a jamais vu, dans le gouvernement de l'Église, le crime régner si ouvertement. Des hommes vils sont, de tous côtés, introduits dans les charges. Le peuple ne se soucie pareillement de rien de ce qui peut arriver. De la manière que les choses se font, il est impossible qu'il y ait un pape qui soit élu homme de mérite : car on ne le veut point .../... L'homme Benoit XIII est souverainement méprisé. On dit que c'est une manière de fou qui fait l'imbécile. »

Montesquieu visite le palais Borghèse, admire la Descente de croix de Daniel de Volterre, mais considère que « la majesté du peuple romain, dont parle Tite-Live, est fort avilie ». Il admire et décrit attentivement les fresques de la galerie Farnèse, la fresque de la délivrance de Saint pierre, au Vatican où l'on voit, selon lui, quatre lumières : « celle de l'ange ; celle d'un autre ange à côté ; celle de la lune ; celle d'un flambeau ». Il visite le temple de Vespasien. Il développe son goût de la peinture de l'architecture et des fontaines. Pour Montesquieu, « Rome est un séjour bien agréable : tout vous y amuse. Il semble que les pierres parlent. On n'a jamais fini de voir ». Dans ses Réflexions sur la sobriété des habitants de Rome comparée à l'intempérance des anciens Romains, Montesquieu est étonné de la fugalité et de la sobriété des habitants de la ville, par contraste avec l'image qu'il a des anciens Romains qui « employaient l'art pour manger beaucoup » : « L'ambition pour une place suprême que l'on ne peut obtenir que par la vieillesse, par une vie réglée et de bonnes moeurs, inspire aujourd'hui à tous une sobriété générale ; chacun défend ses espérances en prenant un soin continuel de sa santé, et Rome est un peuple de convalescents ».

Il quitte Rome le 18 avril 1729 pour Naples, en « chaise » (petite voiture attelée), accompagné d'un officier allemand et du consul de Livourne. Il traverse Marino, couche à Piperno, rejoint Terracine,« misérable ville [...] où les habitants sont tous blêmes, et les femmes, vilaines » . Toujours par la voie Appia, toujours admirée, il rejoint Fondi, puis Capoue, le 22 avril. Il arrive le 23 avril à Naples, où il lui parait « qu'il est plus facile de se gâter le goût que de se le former ». Tout y est gothique et, selon lui, « les églises sont infiniment riches et de mauvais goût ». Il visite la solfatara. Il assiste, le samedi 30 avril 1729, à la liquéfaction du sang de Saint Janvier. Comme pour la tête de Saint Jean Baptiste, «tout cela n'est que des thermomètres ». Il fait l'ascension du Vésuve, avant de se rendre à «l'ile de Caprée ». Le 6 mai 1729, il retourne à Rome. Il emprunte un bateau pour Gaète, passe par Piperno. Revenu à Rome, il s'intéresse à l'architecture. Le 1er juin, il visite Monte Porzio où il admire la vue sur la campagne de Rome. Le 5 juin, il est à la Villa d'Este, où il admire les fontaines. Il se rend le 8 juin à Frascati, Castel-Gandolfo, où il visite la palais du Pape, qu'il rencontre. Il revient par Gensano, Lanuvium, Albano, où il recroise le Pape. Il visite Palestrina, Zagarolo. 

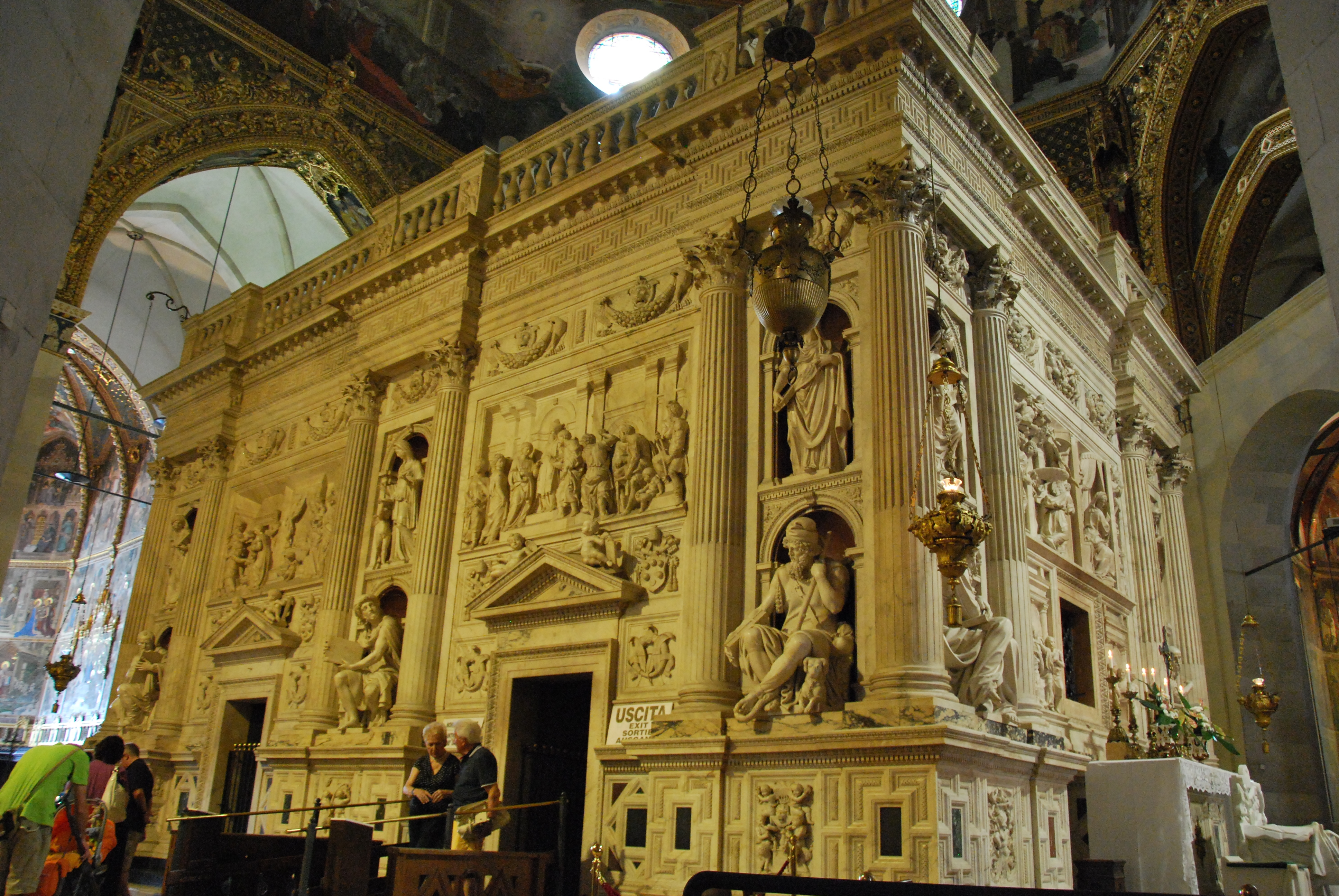
Sanctuaire de la Santa Casa

Il quitte Rome le 4 juillet 1729 en chaise de poste. Il voyage vers Narni sous la canicule, passe par Terni, jusqu'à Spolète. Il visite Lorette et y admire les bas-reliefs de la Santa-Casa, « une des belles choses que j'aie vues ». Il s'intéresse au port et à l'arc de triomphe d'Ancône et au port de Sinigaglia où la foire commerciale est prospère. Il pousuit par Fano, Pesaro, et Rimini, où il achète la Balance du commerce de l'Angleterre avec la France de John Law et monte jusqu'à la petite république de Saint-Marin où « les étrangers, en y entrant, laissent leurs armes et donnent leur nom ». Après avoir franchi le Rubicon, il parvient, le 9 juillet 1729, à Bologne, où il visite églises et palais. Il s'attarde longuement à l'Institut où Luigi Ferdinando Marsigli a créé un musée des sciences et d'histoire naturelle qui impressionne le visiteur. Enthousiaste, il estime que « la ville de Bologne devrait élever une statue au général Marsilly ».
Le 17 juillet 1729, Montesquieu quitte Bologne pour Modène, ville « sans beauté et triste ». Il visite, dans le palais ducal, les appartements riches en tableaux qui émerveilleront, dix ans plus tard, un autre magistrat voyageur, Charles de Brosses.
A Reggio, il s'intéresse au filage de la soie, et détaille la mécanique du moulin et à la production de l'organsin. Il visite, à Parme, le Dôme et l'église des Bénédictins. Le 27 juillet, il est à Mantoue, « seconde Venise ». Après la visite du palais du Té, il s'intéresse au système hydrographique des trois lacs. Il repasse à Vérone le 29 juillet 1729, observe les travaux de restauration des arènes et loue son collègue académicien le marquis Maffei. Il se dirige vers l'Allemagne par Trente, Volargne et Ala où il découvre la fabrique des velours. Roveredo, entourée de muriers, produit de la soie dans ses manufactures.

### Allemagne

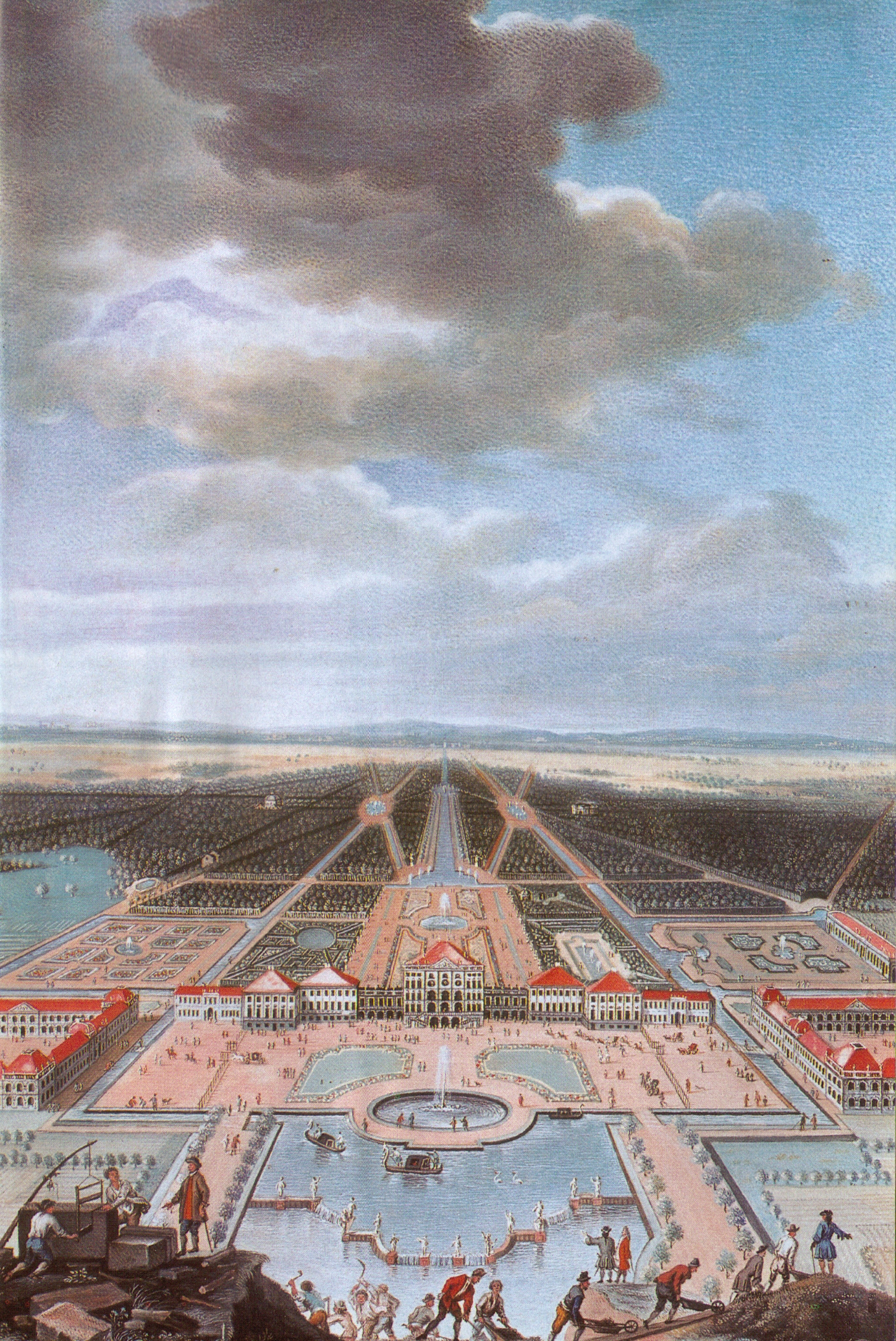
Le palais de Nymphenburg en 1730

Le 31 juillet1729, Monstesquieu part de Trente et rejoint Insbrück le lendemain par le col du Brenner où il se plaint du froid. « Comme les Alpes... ce sont des montagnes, la plupart du temps couvertes de neige, et la plupart du temps très stériles ». Le Tyrol lui parait « un très mauvais pays », mais « une forteresse presque imprenable ». Il note que l'on passe « des cheveux noirs au cheveux blonds. Ce sont les montagnes qui font cette différence ». Il rejoint la Bavière par Seefeld, Mittenwald et Benedicbeuern.
Il s'arrête à Munich. Dans ce pays « entièrement dans la réforme » il est présenté au prince électeur et à l'électrice à Nymphenbourg. Il quitte Munich le 16 août 1729 pour Augsbourg, où il arrrive, malade comme son valet, avec une fièvre que les médecins du pays traitent à l'ipécacuana et au quinquina. « Je suis sûr que mon médecin n'a jamis su de quelle fièvre il a guéri mon valet », écrit Montesquieu qui quitte la ville « avec un estomac en mauvais état ». La ville est « moitié luthérienne, moitié catholique. Parmi les bourgeois riches il y a plus de luthériens que de catholiques. Parmi les pauvres il y a plus de catholiques que de protestants ». Le 23 août 1729  il se rend à Louisbourg dont il visite le château.

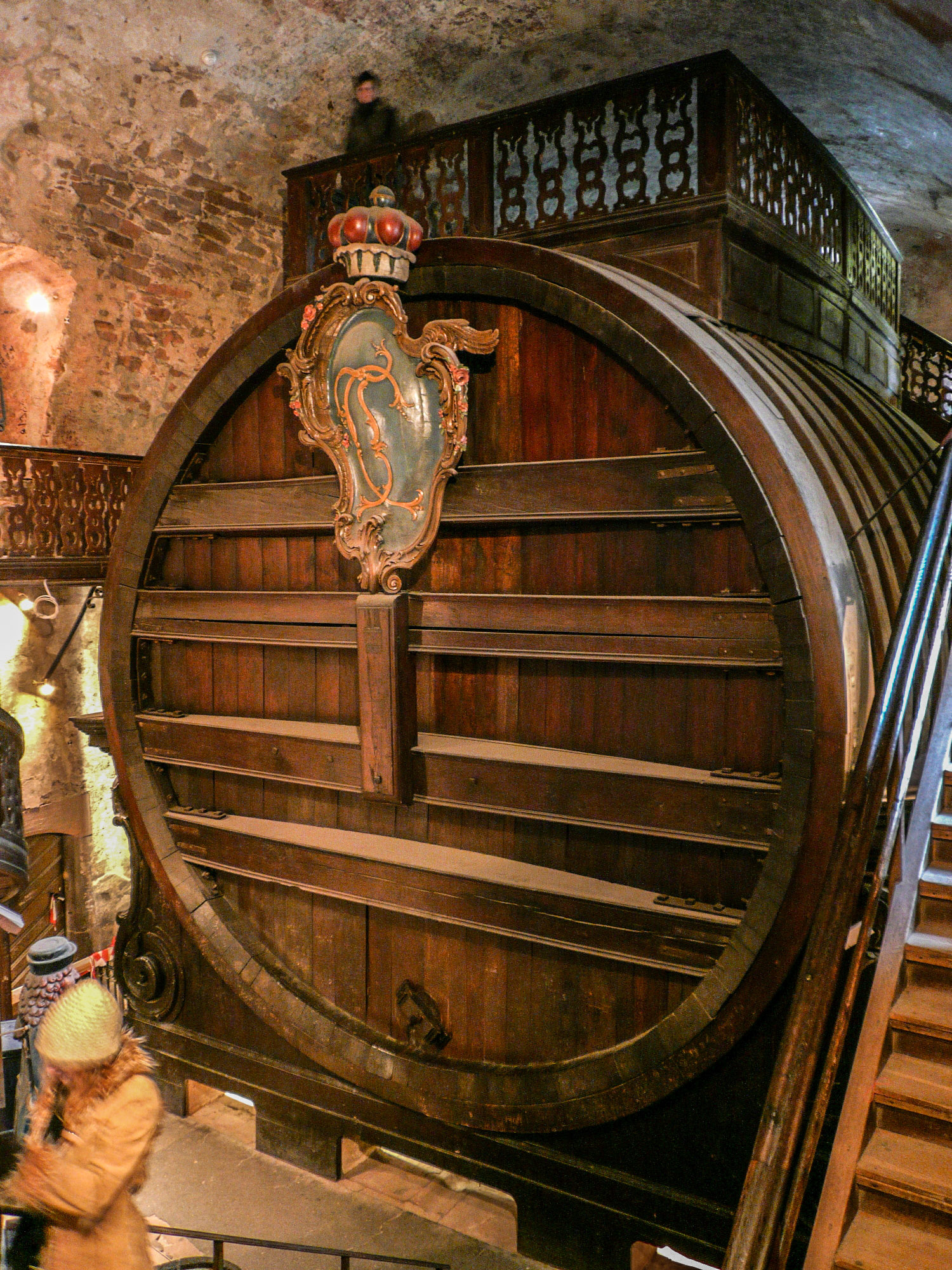
La grande tonne du chateau de Heidelberg

 Il arrive le 26 août à Heidelberg où il visite, dans la caves du chateau, la grande tonne. Le 28 août, il est à Mannheim, « à présent une des plus belles villes d'Allemagne », puis à Francfort les 30-31 août. Dans chaque ville qu'il traverse il dénombre le pourcentage de protestants et de catholiques. Il constate « le libre exercice de la religion ». A Mayence le 1er septembre 1729, il s'embarque aussitôt le lendemain par voie fluviale vers Bonn, navigant entre les riches coteaux couverts de vignobles : « Le vin du Rhin est cher dans le païs, et vaut me semble le double qu'il ne se vend dans la Guyenne ». Le long du Rhin, il observe attentivement les fortifications de  Coblentz, où il se trouve le 3 septembre, continuant à faire minutieusement le décompte des garnisons des villes qu'il traverse. Il quitte Bonn le 8 septembre pour Cologne. Il visite la cathédrale Saint-Pierre-et-Sainte Marie, inachevée, à l'escalier interminable. Le 9 septembre il s'achemine vers Dusseldorf dont il visite la grande Galerie. Le 10, il part pour à Münster où il arrive le 11 pour voir, encore exposé, « dans une cage de fer, le corps de ce tailleur de Leyde qui se fit roi des anabaptistes ». Il passe par Osnabrück le 12 septembre , où il constate la prédominence des luthériens.

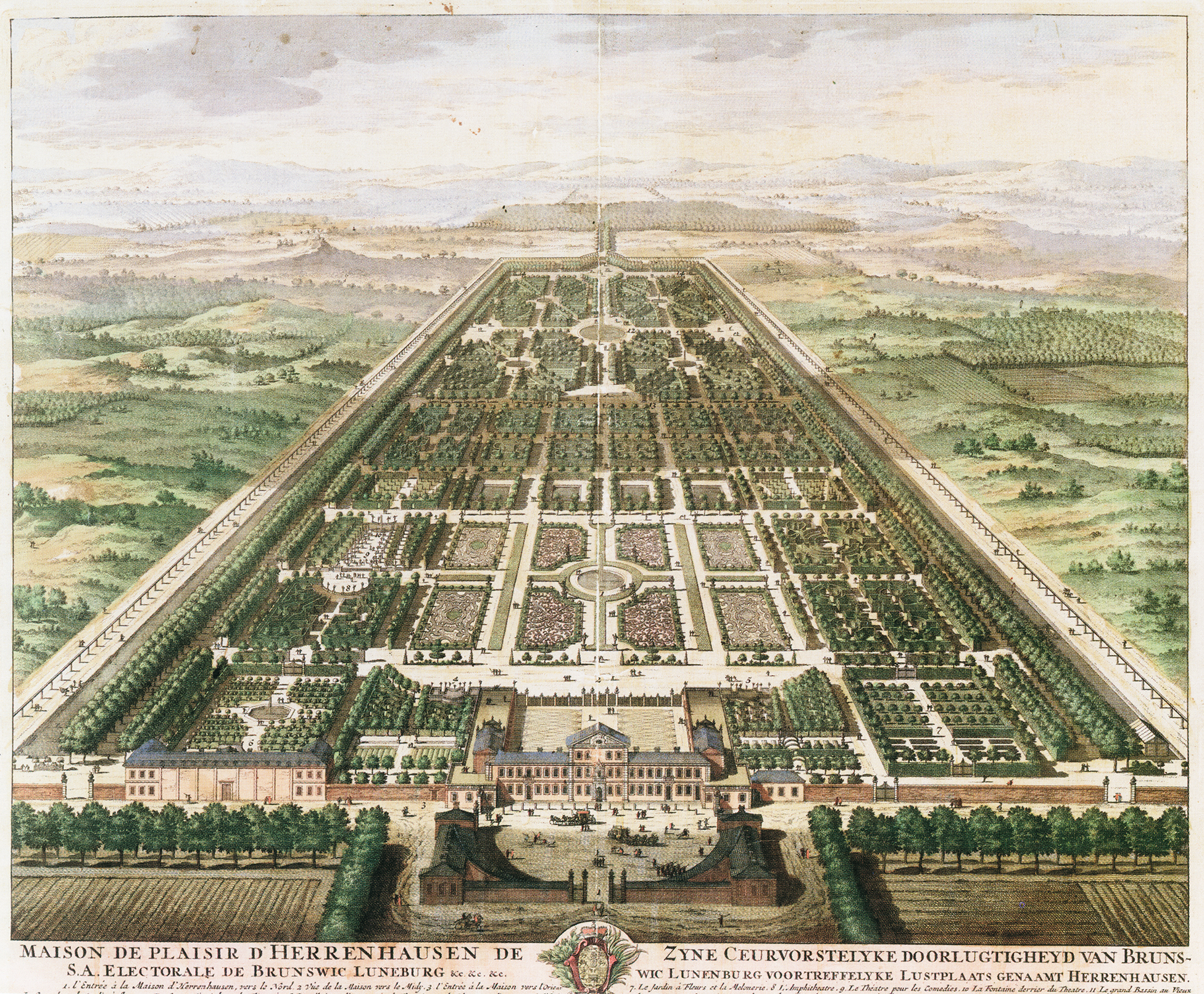
Jardin du palais d'Herrenhausen au début du 18e siècle

Il fait un portrait sévère du roi de Prusse ( « c'est une misère que d'être sujet de ce prince : on est tourmenté dans ses biens et dans sa personne [...] Le roi de Prusse exerce sur ses sujets une tyrannie effroyable [...] La pauvreté est sur ses Etats et le ridicule, sur sa personne » ) et se rend à Hanovre le 24 septembre 1728 et dîne avec le roi, électeur de Hanovre - et roi d'Angleterre -, juste avant son départ pour l'Angleterre. Il admire et décrit les grandes eaux du palais de Herrenhausen.

Le 24, accompagné du diplomate milord Waldegrave, il rejoint Brunswick, où il rencontre le duc de Brunswick dans son chateau de Wolfenbüttel et avec lequel il dîne quelques jours plus tard. « Le duc et la Duchesse de Brunchwick vivent avec leurs sujets comme avec leurs amis ». 

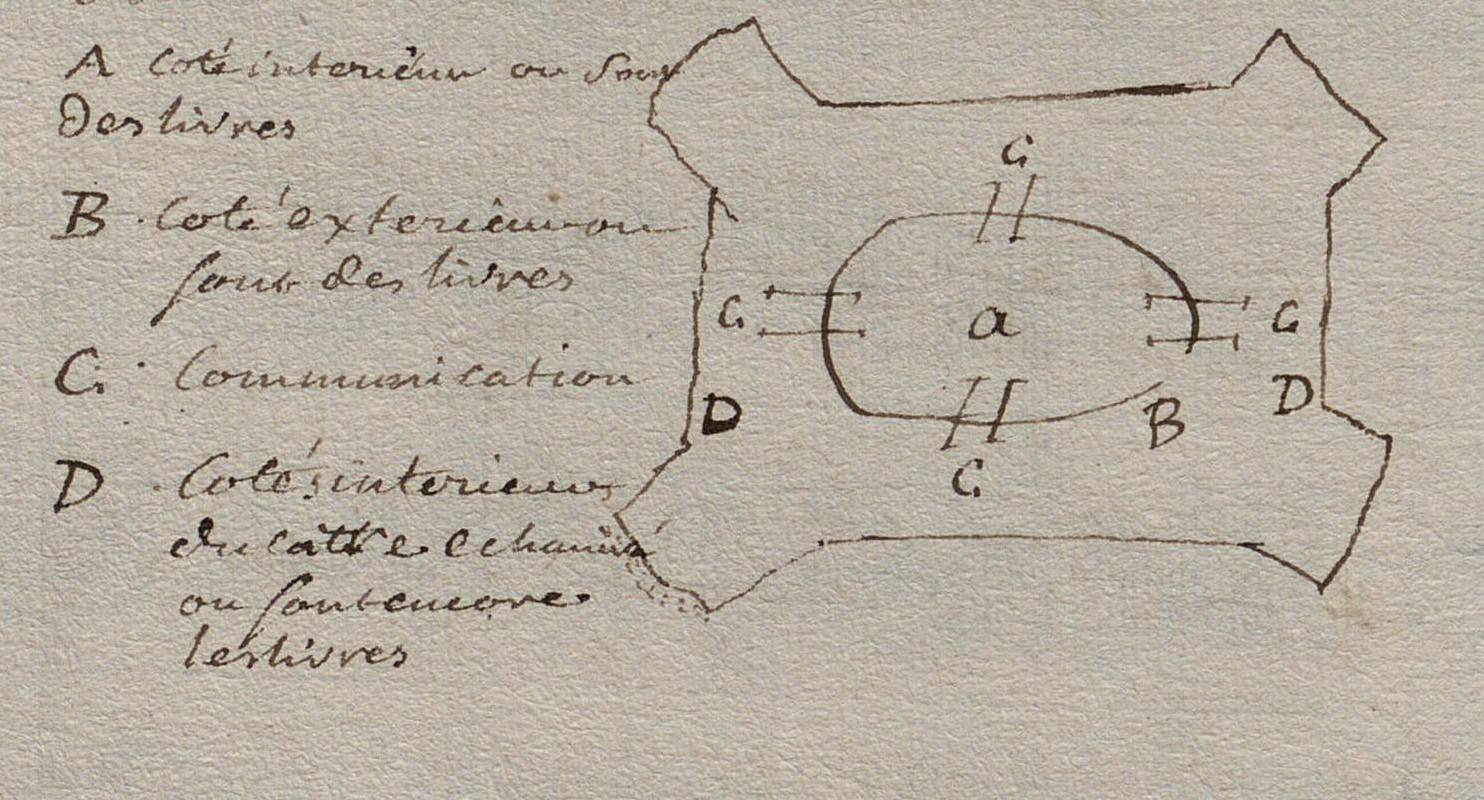
Plan de la bibliothèque du chateau de Wolfenbüttel

 Il admire la bibliothèque, dont il trace un plan : « C'est un ovale d'une très grande hauteur formé par une circonférence autour de laquelle, intérieurement et extérieurement, sont les livres. Cet ovale est au milieu d'un carré échancré par les coins. Autour des murs sont encore des livres ».
Il s'interroge sur la question de la religion dans les Etats : 

« Pour moi, je crois que cette politique de s'unir avec les princes protestants est une vieille politique, qui n'est plus bonne dans ce temps ci ; que la France n'a et n'aura jamais de plus mortels ennemis que les protestants témoins les guerres passées ; qu'elle est en état de faire des alliances avec les princes catholiques, comme avec les princes protestants, toutes les fois qu'il s'agira d'abaisser la Maison d'Autriche ; qu'il ne faut pas en revenir aux vieilles maximes du cardinal de Richelieu, parce qu'elles ne sont plus admissibles ; que les protestants d'Allemagne seront toujours joints avec les Anglais et les Hollandais ; que c'est un lien de tous les temps que celui de la religion ; que la maison d'Autriche n'est plus comme elle était, à la tête du monde catholique ; que ce qui nous a pensé perdre en France, c'est l'invasion de l'Angleterre par un prince protestant. »

Le 28 septembre il visite les mines du Hartz. Le 5 octobre, il rencontre l'électeur de Cologne et reste jusqu'au 7 octobre dans la riche région minière de Hartz. « Les auteurs se tuent à chercher pourquoi il n'y a plus de transmigration des peuples du Nord. C'est qu'on y cultive les terres, et qu'on y fouille les mines de façon que tout le monde y peut vivre »

### Hollande
Par Zellerfeld, Osnabrück, Montesquieu se rend en Hollande. Il traverse Amersfoort, Deventer et Utrecht « fort jolie ville » avec son canal, son mail, où s'opposent jésuites et jansénistes qui s'y sont rassemblés, au lieu de trouver asile « dans tous les Etats d'Europe ». Le 15 octobre 1729, il est à Amsterdam , ville industrieuse, bâtie sur pilotis, où il admire le jardin botanique et son « infinité de plantes rares » ramenées par les chirurgiens de marine.

« J'aimerais mieux Amsterdam que Venise : car, à Amsterdam, on a l'eau sans être privée de la terre. Les maisons sont propres en dedans, et proprement bâties en dehors, égales ; les rues, droites, larges ; enfin cela fait une des plus belles villes du monde »

A La Haye, son séjour dans les Provinces-Unies s'achève sur le constat de leur déclin économique dû à l'excès d'impôts ( « Les finances de la Hollande sont totalement perdues »), les bourgmestres n'étant soucieux que du caractère lucratif de leurs charges : « Le malheur de la République est que la corruption s'y est mise ». Déclin atténué par les profits de l'activité commerciale de la Compagnie des Indes, grande pourvoyeuse d'emplois et de retombées économiques.

### Angleterre

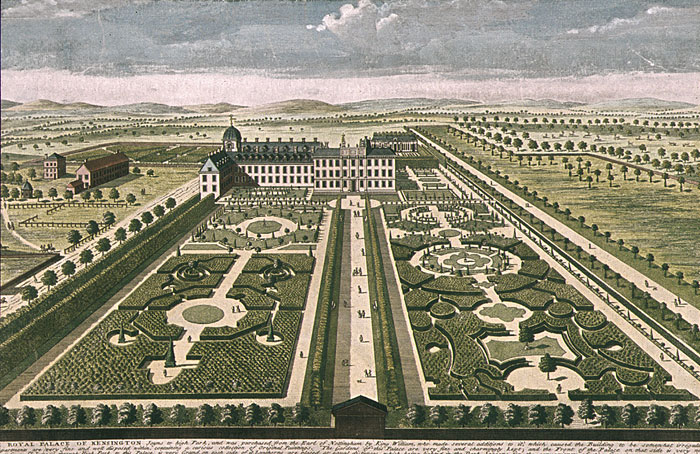
Le palais de Kensigton au début du 18e siècle

Le 31 octobre 1729, Montesquieu quitte La Haye sur le yacht de Lord Chesterfield et passe en Angleterre, où il reste jusqu'au mois d’août 1731. Il est présenté au roi George II et à la reine, à Kensington. Il assiste à des séances du Parlement. Il n'est pas séduit par la ville de Londres « vilaine ville où il y a de très belles choses ». Son texte comporte des maximes générales (« Quand je vais dans un pays, je n'examine pas s'il y a de bonnes lois, mais si on exécute celles qui y sont, car il y a de bonnes lois partout ») et l'esquisse d'une théorie de la séparation des pouvoirs :

« L'Angleterre est à présent le plus libre pays qui soit au monde, je n'en excepte aucune république. J'appelle libre, parce que le prince n'a le pouvoir de faire aucun tort imaginable à qui que ce soit, par la raison que son pouvoir est contrôlé et borné par un acte. Mais si la Chambre basse devenait maîtresse, son pouvoir serait illimité et dangereux, parce qu'elle aurait en même temps la puissance exécutive ; au lieu qu'à présent le pouvoir illimité est dans le parlement et le roi,  et la puissance exécutive dans le roi, dont le pouvoir est borné. 
Il faut donc qu'un bon Anglais cherche à défendre la liberté également contre les attentats de la couronne et ceux de la chambre »

Certains passages du Spicilège et des Pensées font aussi allusion à son séjour en Angleterre. Il se plait à citer, dans la langue originelle, des fragments d'auteurs anglais. Sa correspondance avec le duc de Richmond et le duc de Montagu, comme sa fréquentation de la Royal Society, dont il est élu membre, témoignent de ses liens avec certains maçons anglais de renom. Il est intronisé pendant son séjour. Montesquieu lit régulièrement The Craftsman (newspaper) (en). Il rencontre les membres de la colonie française (Jean-Théophile Désaguiliers, Pierre des Maizeaux, Pierre Coste, Hyacinthe Cordonnier de Belair).
Son indépendance d'esprit est relevée par l'ambassadeur, le comte de Broglie, qui la résume dans une dépêche du 31 octobre 1730, :

« C'est un homme fort vif qui parle beaucoup comme très informé de tout, et qui à mon sens avec de l'esprit, pour me servir d'un terme de son pays, a la tête fort à l'Escarbillarde, et qui, quoique peut-être sans mauvaise intention, dit beaucoup de choses qu'il ne devrait pas dire »

En mai 1731, il est de retour à Paris, puis  à La Brède.
Au total, Montesquieu aura passé quatre mois en Autriche (avril - août 1728), onze mois en Italie (août 1728 - juillet 1729), deux mois en Allemagne (août et 1ère quinzaine d'octobre 1729), quelques jours en Hollande (2ème quinzaine d'octobre 1729) et un an et demi en Angleterre (novembre 1729 -mai 1731).

## Œuvre

### Manuscrits
- Voyage en Autriche :1701-01-01/1800-12-31 Cote: Ms 2134/2 16 pages
- Voyage en Autriche (fragments) 1701-01-01/1800-12-31 cote Ms 2134/1 22 p.
- Notes autographes de Montesquieu sur ses voyages 1701-01-01/1800-12-31 cote Ms 2518 4 p.
- Réflexion sur les habitants de Rome, 1701-01-01/1800-12-31, Cote: Ms 2133/4 10 p.
- Florence. Galerie du Grand Duc 1701-01-01/1800-12-31 Cote: Ms 2133/3 88 p.
- Voyage d'Italie, d'Allemagne et de Hollande, Cote: Ms 2133/1-2, 644 p.

### Éditions
- Montesquieu (préf. Henri Barckhausen), Voyages de Montesquieu, t. 1, Bordeaux, Imprimerie G. Gounouilhou, 1894, 422 p. (lire en ligne)
- Montesquieu (préf. Henri Barckhausen), Voyages de Montesquieu, t. II, Bordeaux, Imprimerie G. Gounouilhou, 1894, 540 p. (lire en ligne) & sur Internet Archive[66].

( les Voyages de Montesquieu (notes sur son voyage en Europe, d’avril 1728 à mai 1731), par le baron Albert de Montesquieu, édités en 1894 par la Société des Bibliophiles de Guyenne, et préfacés par Henri Barckhausen est la première édition complète, accessible en ligne).
- édition par Roger Caillois, Œuvres Complètes de Montesquieu, Bibliothèque de la Pléiade, t.1, 1949, p. 535- 965.
- édition par André Masson, Œuvres Complètes de Montesquieu, Paris, Nagel, t. II, 1950, p. 967-1356.
- Mes voyages, tome 10,Textes établis, présentés et annotés par Gilles Bertrand, Hans Bots, François Brizay, Giuseppina Cafasso, Cecil P. Courtney, Clémence Couturier-Heinrich, Jean Ehrard, Pierre Fluck, Laura Mascoli-Vallet, Giulia Papoff, Henriette Pommier, Pierre Rétat. Coordination éditoriale : Caroline Verdier, 2012, xxvi-714 pages, 12 illustrations, publication de la Société Montesquieu et de l’UMR 5037 (CERPHI). https://montesquieu.ens-lyon.fr/spip.php?article60  Notes sur l'Angleterre p. 495 à 506 ici  ( volume publié en 2012, enrichi d'une préface et d'un riche appareil critique, qui fait aujourd'hui autorité) . Un index des noms de lieux et un index des noms de personnes complètent l'ouvrage.

### Articles
- René Doumic, « Revue littéraire - Les Voyages de Montesquieu », Revue des Deux Mondes, 4e période, no 142,‎ 1897, p. 924-935 (lire en ligne)
- Pawel Matyaszewski : Montesquieu voyageur ou comment peut-on être Européen ?, Université catholique de Lublin Jean-Paul II, 2019, p. 81 à 91, pdf.

### Ouvrages
- Louis Desgraves, Montesquieu, chap. IV, Le périple européen (1728-1731), Paris, Mazarine, 1986, 485 p. (ISBN 9782863742426), p. 175-245

- Jean Lacouture, Montesquieu. Les vendanges de la liberté., Seuil, coll. « Points » (no P1348), 2003, 381 p., p. 161-212
- Eleonora Barria-Poncet, L’Italie de Montesquieu. Entre lectures et voyage, Paris, Classiques Garnier, 2013, 683 p. (ISBN 9782812413896)[67]
- Catherine Volpilhac-Auger, Un auteur en quête d'éditeurs ? Histoire éditoriale de l'œuvre de Montesquieu (1768-1964), ENS - Institut d'histoire du livre, 2011, 444 p. (ISBN 9782847882414, lire en ligne), p. 232 et suiv.  ; 300 et suiv.

### Conférence
- Jean Ehrard, « Montesquieu voyageur », sur CRLV / Astrolabe, 28 avril 2009